# Гуртова торгівля
Гуртова́ торгі́вля (опто́ва торгівля) — діяльність із придбання і відповідного перетворення товарів для їхньої подальшої реалізації підприємствам роздрібної торгівлі, іншим суб'єктам підприємницької діяльності, але не стандартному кінцевому споживачу. Оптова торгівля є частиною внутрішньої торгівлі, що охоплює продаж товарів як великими, так і малими партіями з метою їхнього перепродажу або виробничого споживання.
Гуртова торгівля здійснюється за цінами, які нижчі від роздрібних цін, але повинні забезпечувати спроможному промисловому та торговельному підприємству відшкодування витрат, внесення платежів у бюджет і створення фондів економічного стимулювання та прибуток. Оптова торгівля стимулює збут товарів, формує їхній асортимент, складає і транспортує товари.
Найвпливовішими гуртовими торговельними структурами є великі торговельні фірми, торгові доми, дистриб'юторські фірми тощо.
Оптовики з повним або обмеженим циклом обслуговування — оптові торговці, що надають повний або обмежений набір послуг, таких як зберігання запасів, надавання продавців, кредитування, здійснення постачання і сприяння у сфері керування.
Гуртовики, що торгують за готівковий розрахунок і без доставки товару — гуртові торговці, що мають обмежений асортимент ходових товарів, наприклад, бакалійні товари, іграшки, засоби для догляду за будинком, одяг, електричні прилади, офісне обладнання і будівельні матеріали. Вони продають товар дрібним і роздрібним торговцям з негайною оплатою купівлі і зазвичай не здійснюють доставки.